# Gonatocerus juvator
Gonatocerus juvator är en stekelart som beskrevs av Perkins 1912. Gonatocerus juvator ingår i släktet Gonatocerus och familjen dvärgsteklar. Inga underarter finns listade i Catalogue of Life.